# Wainwright Hotel
Wainwright Hotel est un hôtel historique situé en Alberta au Canada. Il s'agit d'un bâtiment à trois étages construit en 1929 situé dans le centre-ville de Wainwright.

## Description
Le Wainwright Hotel est un bâtiment rectangulaire de trois étages qui comprend une addition d'un seul étage. L'architecture a été conçue par R. H. Trout. Il est situé à l'angle de la 2e Avenue et de la 10e Rue en plein quartier commercial.

## Contexte historique
Le Grand Trunk Pacific Railway (GTP) construisit sa ligne de chemin de fer reliant Saskatoon à Edmonton en 1908. Ainsi, de nombreuses terres devinrent plus facilement accessibles et plusieurs nouvelles communautés se développèrent autour des gares. Une de ces nouvelles gares était située près de Denwood qui avait vu son bureau de poste ouvrir en 1907. Cependant, la communauté se déplaça sur le nouveau site plus près du chemin de fer. Cet endroit fut appelé Wainwright en l'honneur du vice-président de GTP. Le Denwood Hotel fut l'une des entreprises à être déménagées et fut renommé Wainwright Hotel. Bien que d'autres hôtels furent construits, le Wainwright Hotel demeura le plus important du village. Cependant, en 1929, un incendie ravagea le district commercial et détruisit l'hôtel. Le Wainwright Hotel actuel fut construit la même année pour remplacer l'hôtel détruit par le feu. Le nouveau bâtiment est beaucoup plus grand que l'ancien et c'est sûrement dû au fait que la prohibition sur l'alcool a été suspendue dans les années 1920.

## Valeur patrimoniale
Le Wainwright Hotel est un exemple typique d'un bâtiment en béton coulé sur place. Il a été reconnu officiellement en tant que lieu patrimonial au niveau provincial le 31 janvier 2009.